# Луумяки

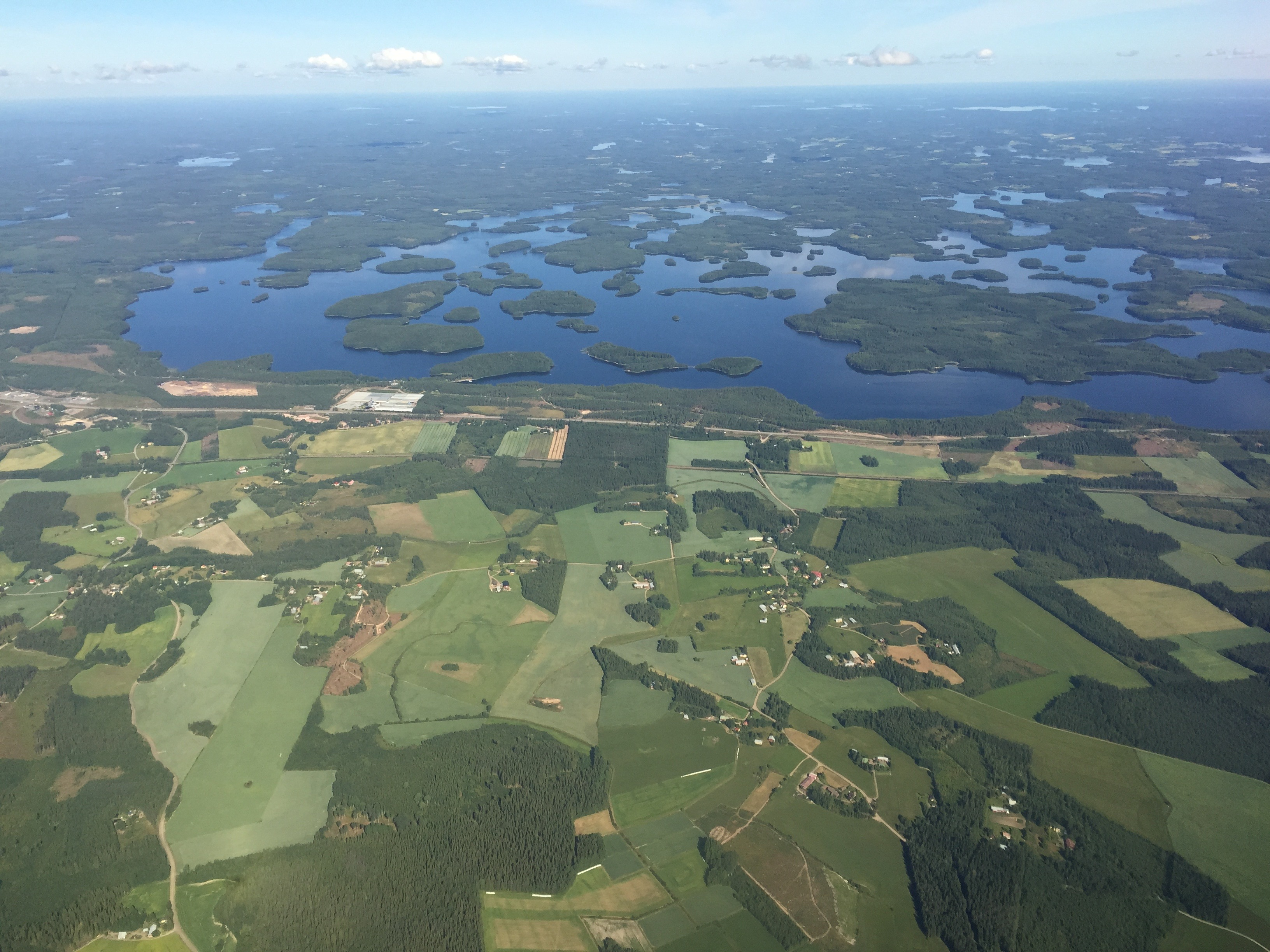
Луумяки

Луумяки (фин. Luumäki) — община в провинции Южная Карелия, губерния Южная Финляндия, Финляндия. Общая площадь территории — 859,83 км², из которых 109,77 км² — вода.

## Демография
На 31 января 2011 года в общине Луумяки проживают 5130 человек: 2580 мужчин и 2550 женщин.
Финский язык является родным для 97,49 % жителей, шведский — для 0,31 %. Прочие языки являются родными для 2,2 % жителей общины.
Возрастной состав населения:
- до 14 лет — 14,05 %
- от 15 до 64 лет — 60,57 %
- от 65 лет — 25,71 %

Изменение численности населения по годам: 
```
 |Место по населению = 
```

| Год  | Численность |
| ---- | ----------- |
| 1980 | 5747        |
| 1990 | 5659        |
| 2000 | 5328        |
| 2010 | 5147        |
| 2011 | 5130        |

## Образование и наука
В Луумяки расположен европейский филиал американского Института археомифологии. Филиал возглавляет Харальд Хаарманн.